# Religioni in Marocco
La religione più diffusa in Marocco è l'islam e le diverse statistiche stimano la percentuale dei musulmani intorno al 99% della popolazione. Una stima del 2010 ha dato i musulmani al 98,9% della popolazione, mentre il restante 1,1% della popolazione segue altre religioni (principalmente il cristianesimo e l'ebraismo).
Una stima del 2015 dell'Association of Religion Data Archives (ARDA) ha dato i musulmani al 99,6% circa della popolazione, i cristiani allo 0,1% circa della popolazione, i bahai allo 0,1% circa della popolazione e gli ebrei allo 0,02% della popolazione, mentre poco più dello 0,1% della popolazione non segue alcuna religione. I marocchini che si dichiarano non religiosi sono pochissimi, ma si ritiene che potrebbero essere di più e che non si dichiarino tali per paura di subire un ostracismo sociale.

## Religioni presenti

### Islam
Due terzi dei musulmani marocchini sono sunniti malikiti e gli altri sono per la maggior parte musulmani non denominazionali; è presente anche una piccola minoranza di sciiti.

### Ebraismo
In Marocco era presente una consistente comunità ebraica, ma dopo il 1948 la maggior parte di ebrei sono emigrati in Israele. Rimane tuttavia una piccola comunità ebraica composta principalmente da anziani, che risiedono in maggioranza a Casablanca. 

### Bahaismo
In Marocco è presente un piccolo gruppo di bahai. La loro religione non è tuttavia riconosciuta, essendo considerata una setta eretica dell'islam, per cui possono praticare la loro fede solo in privato.